# Svemirski brod Enterprise
Enterprise ili USS Enterprise je naziv nekoliko fikcijskih svemirskih brodova iz franšize Zvjezdane staze. Brodovi tog imena pripadaju Zvjezdanoj Floti koja brani Fedearaciju i istražuje svemirska prostranstva.

## Opis

### Pred-Federacijski period
Registracija: Enterprise (NX-01)

Klasa: NX

U službi: 2151. – 2161.

Kapetan: Jonathan Archer (Scott Bakula)
Ovaj svemirski brod je prvi djelatni Enterprise u seriji Zvjezdane staze: Enterprise.

### Originalna serija
U seriji Zvjezdane staze: Originalna serija kao i u prvih sedam filmova pojavljuju se tri svemirska broda pod nazivom USS Enterprise.
Registracija: USS Enterprise (NCC-1701)

Klasa: Constitution

U službi: 2245. – 2285.

Kapetani: Christopher Pike (Jeffrey Hunter), James T. Kirk (William Shatner), Spock (Leonard Nimoy)
Prvi federacijski brod Enterprise pojavljuje se u seriji Zvjezdane staze (1966. – 1969.) i animiranom filmu Zvjezdane staze: Animirana serija (1973. – 1974.). Prerađeni Enterprise pojavljuje se u filmovima Zvjezdane staze: Igrani film (1979.) i Zvjezdane staze 2: Khanov bijes (1982.), da bi bio uništen u filmu Zvjezdane staze 3: Potraga za Spockom (1984.).
Registracija: USS Enterprise (NCC-1701-A)

Klasa: Constitution

U službi: 2286. – 2293.

Kapetan: James T. Kirk (William Shatner)
Ovaj brod se prvi put pojavljuje u filmu Zvjezdane staze 4: Putovanje kući (1986.), a zatim i u sljedećim nastavcima (Zvjezdane staze 5: Posljednja granica, 1988. i Zvjezdane staze 6: Neotkrivena zemlja, 1991.). Brod je povučen iz službe na kraju šestog filma.
Registracija: USS Enterprise (NCC-1701-B)

Klasa: Excelsior

U službi: 2293. –

Kapetan: John Harriman (Alan Ruck)
Ovaj brod lansiran je na početku filma Zvjezdane staze: Generacije (1994.). Na prvom putovanju događa se nesreća prilikom koje nastradava admiral Kirk.

### Nova generacija
Tri broda imena Enterprise pojavljuju se u seriji Zvjezdane staze: Nova generacija i četiri filma koja se nadovezuju na taj serijal.
Registracija: USS Enterprise (NCC-1701-C)

Klasa: Ambassador

U službi: 2332. – 2344.

Kapetan: Rachel Garrett (Tricia O'Neil)
Ovaj brod pojavljuje se u jednoj epizodi iz 1990. godine. Uništen je pri obrani klingonske postaje Narendra III od romulanskog napada.
Registracija: USS Enterprise (NCC-1701-D)

Klasa: Galaxy

U službi: 2363. – 2371.

Kapetani: Jean-Luc Picard (Patrick Stewart), William Riker (Jonathan Frakes), Edward Jellico (Ronny Cox)
Pojavljuje se u seriji Zvjezdane staze: Nova generacija (1987. – 1994.). Enterprise je uništen 2371. u bici protiv Klingonaca. Iako je prednji dio broda odvojen prije eksplozije jezgre, udarni val uzrokovao je njegov pad na Veridian III.
Registracija: USS Enterprise (NCC-1701-E)

Klasa: Sovereign

U službi: 2372 – Active (as of 2380)

Kapetan: Jean-Luc Picard
Novi Enterprise koji se pojavljuje u filmovima Zvjezdane staze: Prvi kontakt (1996.), Zvjezdane staze: Pobuna (1998.) i Zvjezdane staze: Nemesis (2002.).
Registracija: USS Enterprise (NCC-1701-J)

Klasa: Universe

U službi: 26.st. – Aktivan (2550te)

Kapetan: nepoznat
Enterprise iz 26. stoljeća koji se pojavljuje u epizodi serije Star Trek: Enterprise "Azati Prime" kada Daniels pokazuje Archeru čega će biti ako stvore mir sa Ksindima.

## Vanjske poveznice
- Enterprise NCC-1701  Arhivirana inačica izvorne stranice od 9. ožujka 2010. (Wayback Machine)
- Enterprise NCC-1701-A  Arhivirana inačica izvorne stranice od 16. ožujka 2010. (Wayback Machine)
- Enterprise NCC-1701-B  Arhivirana inačica izvorne stranice od 6. ožujka 2010. (Wayback Machine)
- Enterprise NCC-1701-C  Arhivirana inačica izvorne stranice od 9. ožujka 2010. (Wayback Machine)
- Enterprise NCC-1701-D  Arhivirana inačica izvorne stranice od 1. travnja 2010. (Wayback Machine)
- Enterprise NCC-1701-E  Arhivirana inačica izvorne stranice od 6. ožujka 2010. (Wayback Machine)
- Memory-Alpha - Enterprise  Arhivirana inačica izvorne stranice od 8. ožujka 2010. (Wayback Machine)